# Миф об Инанне и Энки
Миф об Инанне и Энки — один из популярных шумерских и аккадских мифов.

## Сюжет шумерского мифа
Богиня Инанна, желая облагодетельствовать свой город Урук, решает добыть Таблицы мудрости Мэ, хранителем коих является бог Энки. Она поит Энки допьяна и, выманив у него позволение взять все, что ей хочется, погружает мэ в ладью и отплывает. Протрезвевший Энки посылает в погоню демонов водной стихии со своим советником Исимудом. Но Инанне удается доставить мэ в Урук, и они оказываются потерянными для Энки навсегда.

## Сюжет аккадского мифа
В аккадском мифе говорится, что когда Эллиль, умываясь, снял свои инсигнии, львиноголовый орёл Анзуд (Анзу) украл их вместе с таблицами судеб Мэ, чтобы стать могущественнее всех богов. В погоню за ним отправился бог войны Нингирса верхом на ветре. Он настигает Анзуда и ранит птицу стрелой. Но при помощи таблиц Мэ орёл вылечивает рану. Только после третьей попытки Нингирса победил Анзуда, который отныне становится его помощником и символом.